# Ratanska vas
Ratanska vas este o localitate din comuna Rogaška Slatina, Slovenia, cu o populație de 114 locuitori.